# Abraham de Wicquefort
Abraham de Wicquefort (Amsterdam, 1598 – Celle, 1682) è stato un diplomatico e scrittore olandese, alla corte di Federico Guglielmo I di Brandeburgo dal 1626 al 1658, poi del Gran Pensionario. Figura ambigua, sospettato di spionaggio in Francia, fu espulso da Mazzarino nel 1659.

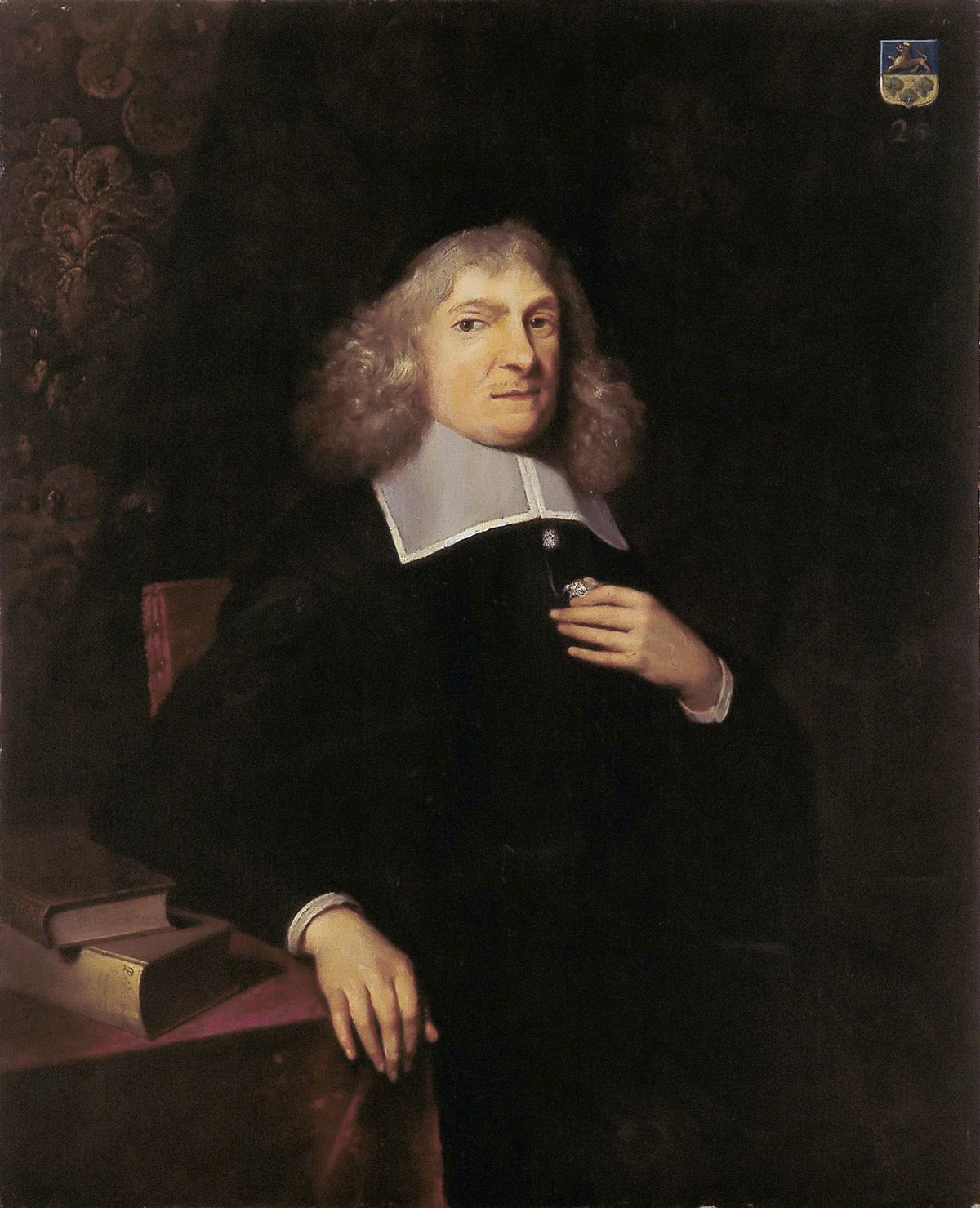
Abraham de Wicquefort (Caspar Netscher, 1670)

Nella nativa Olanda Settentrionale fu condannato alla pena dell'ergastolo nel 1675. Imprigionato nel castello di Lovevestein, lo stesso in cui sarà rinchiuso Ugo Grozio, dedicò gli ultimi anni della sua vita alla scrittura di L'ambassadeur et ses fonctions. 
L'opera fu pubblicata per la prima volta nel 1681, recandogli postuma notorietà negli ambienti diplomatici eruditi.